# Ankair
Ankair era uma companhia aérea charter com sede em Istambul, Turquia. A companhia aérea operou voos charters para a Europa e o Oriente Médio.

## História
A companhia aérea foi estabelecida como World Focus Airlines em 27 de setembro de 2005, e iniciou as operações com 2 aeronaves Airbus A310. Devido à publicidade negativa após a queda do Voo Atlasjet 4203 da Atlasjet em 30 de novembro de 2007, operado pela World Focus Airlines, a empresa mudou seu nome para Anka Air e a marca para Ankair em fevereiro de 2008.

### Suspensão das operações
Em julho de 2008, a companhia aérea foi forçada a suspender as operações depois de perder seu certificado de operação. Os regulamentos da aviação turca exigem um mínimo de três aeronaves por transportadora para reter um certificado de operador aéreo e a Ankair operou apenas dois McDonnell Douglas MD-83.

## Frota

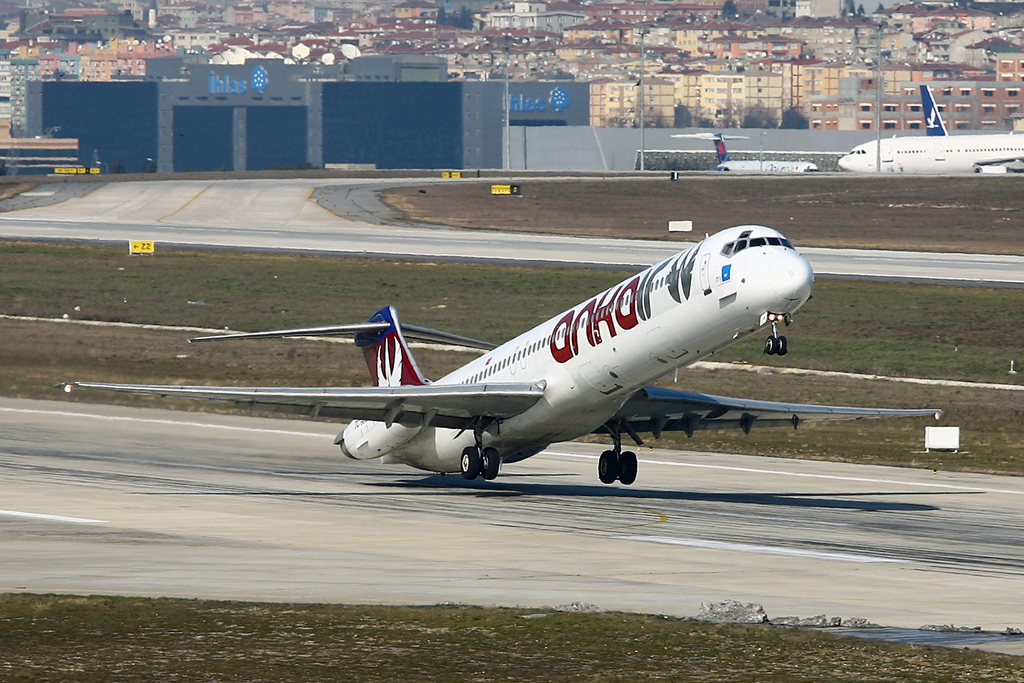
Um McDonnell Douglas MD-83 da Ankair

A frota da Ankair consistia nas seguintes aeronaves:
| Aeronaves               | Total | Notas |
| ----------------------- | ----- | ----- |
| McDonnell Douglas MD-83 | 2     |       |
| Boeing 747-200C         | 1     |       |
| Total                   | 3     |       |